# Роста (Мурманск)

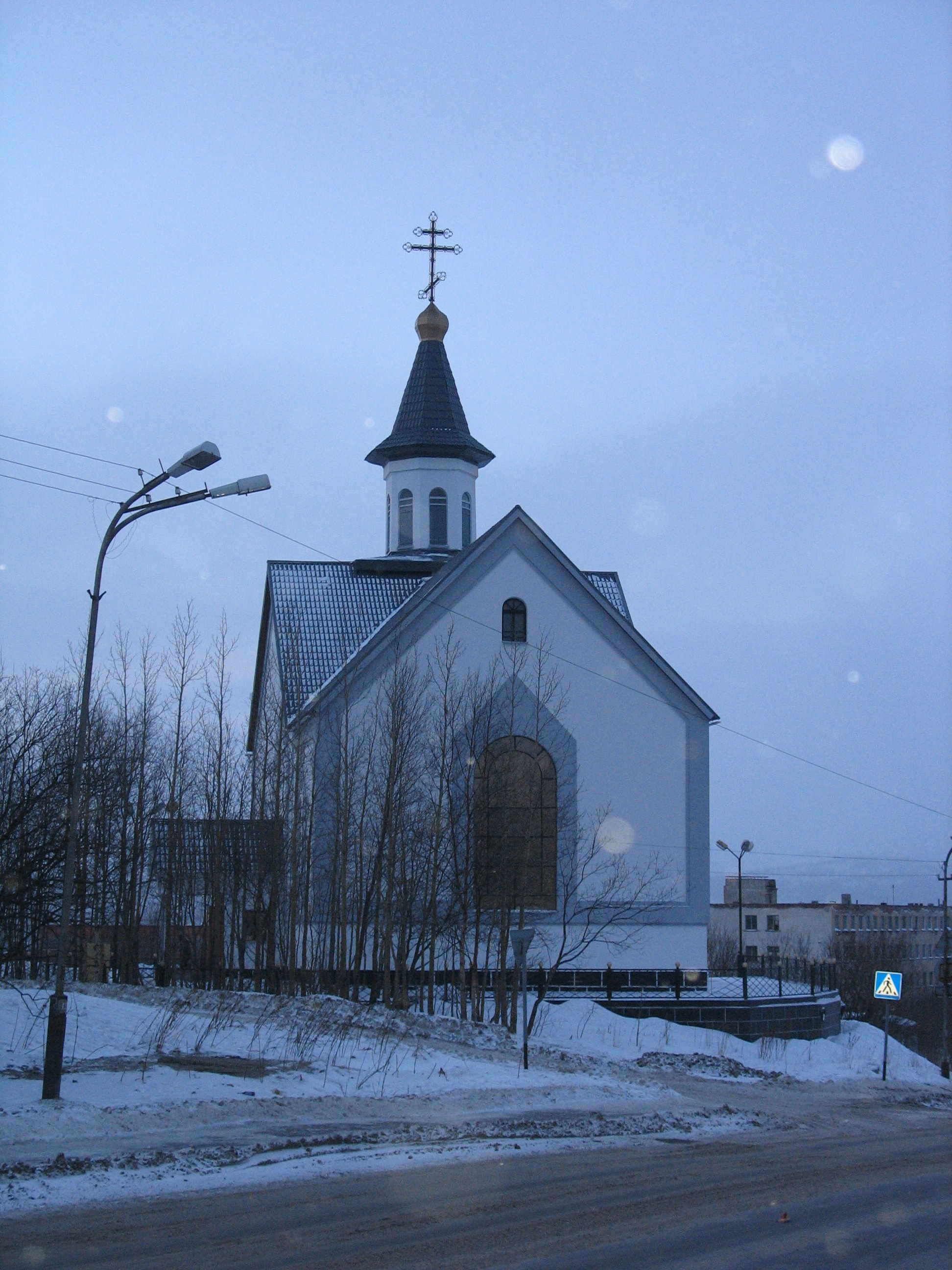
Владимирский храм

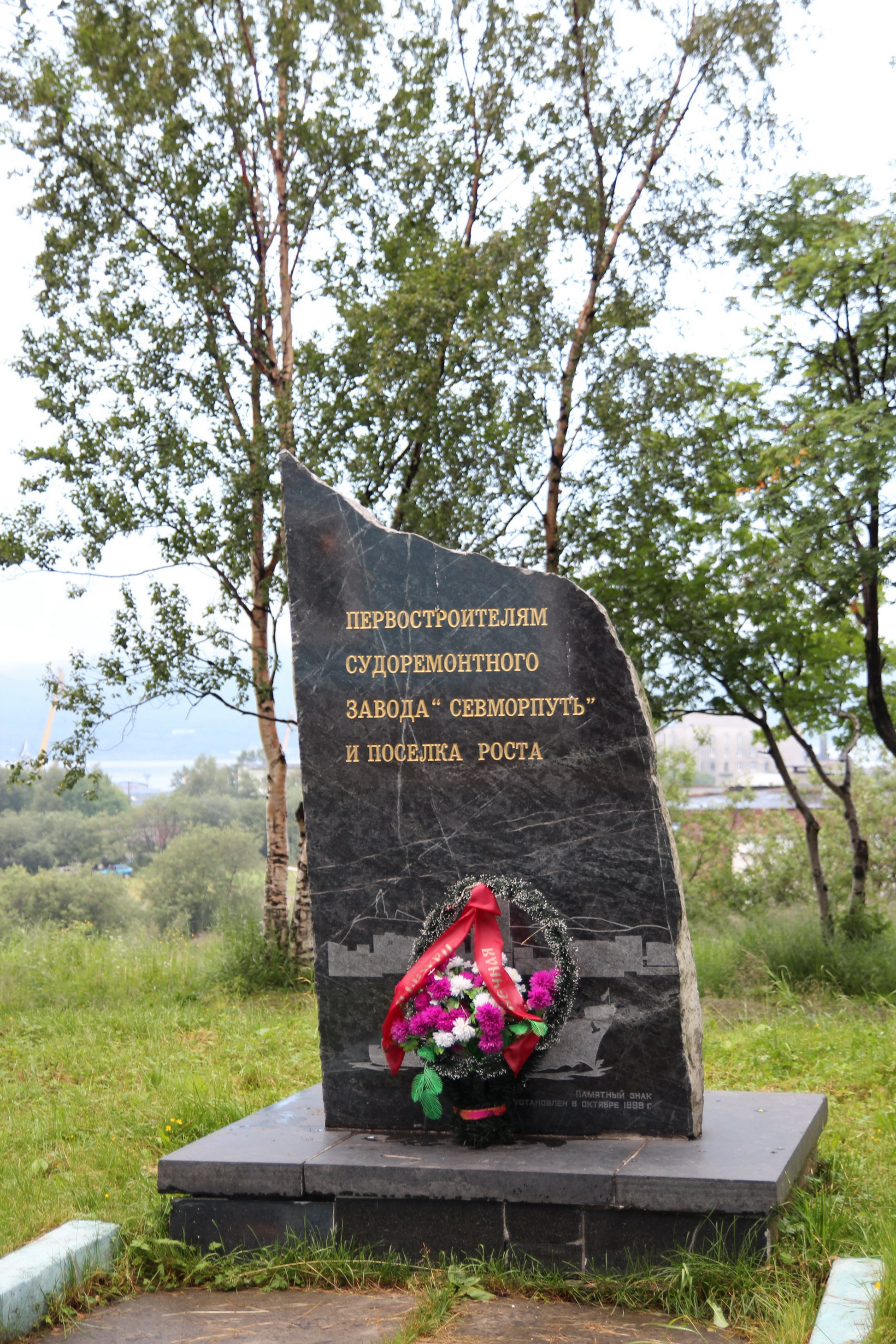
Памятник первостроителям Росты

Роста — историческая часть города Мурманска. Находится в северной части города. Название района по одной из версий происходит от протекающей рядом реки Росты, по другой от аббревиатуры РОСТ (Район Особого Строительства).[уточнить] Очень давно район Роста был отдельным посёлком Мурманской области. По мере строительства Мурманска Роста присоединилась к городу, стала частью Ленинского округа. Улицы носят имена выдающихся людей истории — адмирала Нахимова, адмирала Ушакова. Экологически Роста — один из благоприятных районов города. Здесь меньше, чем в центре, уровень загазованности воздуха от автомобилей, больше многолетних высоких деревьев (на севере в основном растут карликовые берёзы и прочие невысокие деревья). Развитая инфраструктура: детские сады, школы, дом детского творчества имени Торцева, кинотеатр «Аврора», фитнес-клубы, круглосуточные магазины и другие объекты инфраструктуры. Здесь расположен судоремонтный завод (ОАО «Звездочка», филиал «35 СРЗ»), строительство которого началось в 1936 году заключенными и завершилось в 1938 году. Через территорию завода проходят эшелоны с отработанным ядерным топливом с РТП «Атомфлот». Завод оборудован открытой площадкой для хранения твердых радиоактивных отходов. На территории завода имеется хранилище свежего ядерного топлива.

## Улицы
| Название                                       | Названа в честь                                      | Описание |
| ---------------------------------------------- | ---------------------------------------------------- | --- |
| Улица Адмирала Лобова (ранее — улица Флотская) | адмирал флота Семён Михайлович Лобов                 | главная улица Росты |
| Улица Береговая                                |                                                      | расположена на берегу Кольского залива |
| Улица Дежнёва                                  | путешественник и исследователь Семён Иванович Дежнёв | |
| Улица Жуковского                               | учёный Николай Егорович Жуковский.                   | |
| Улица Набережная                               |                                                      | на берегу реки Росты |
| Улица Нахимова                                 | адмирал Павел Степанович Нахимов                     | связывает Росту с Нижне-Ростинским шоссе |
| Улица Нижняя Роста                             |                                                      | на берегу реки Росты |
| Улица Осипенко                                 | лётчица Полина Денисовна Осипенко                    | |
| Улица Позднякова                               | лётчик Алексей Павлович Поздняков                    | |
| Улица Разина                                   | руководитель восстания Степан Разин                  | расположена между улицами Нахимова и Торцева |
| Улица Ростинская                               |                                                      | расположена на въезде в Росту с Нижне-Ростинского шоссе. |
| Улица Сафонова                                 | лётчик Борис Феоктистович Сафонов                    | |
| Улица Сивко                                    | морской пехотинец Иван Михайлович Сивко              | |
| Улица Торцева                                  | лейтенант Александр Григорьевич Торцев               | на улице расположены Дом офицеров и Военно—морской музей Северного флота, школа искусств № 3, дом детского творчества им. Торцева, ранее здесь находилась единственная в городе вечерняя школа № 7 (ныне она располагается в 57 школе на ул. Сафонова). |
| Улица Ушакова                                  | адмирал Фёдор Фёдорович Ушаков                       | |
| Арктический переулок                           | Арктика                                              | соединяет улицы Сафонова и Лобова |
| Брянский переулок                              | Брянск                                               | |